# Wynand Malan
Wynand Charl Malan (*Port Elizabeth 25 mei 1943) is een Zuid-Afrikaans politicus van liberale signatuur. 

## Biografie
Afkomstig uit een nationalistische Afrikanerfamilie van met een hugenoten achtergrond studeerde Malan rechtswetenschappen aan de Universiteit van Pretoria (1960-1965). Vervolgens was hij werkzaam als advocaat (onder meer als partner bij de praktijk van zijn vader). In 1973 richtte hij met anderen de Jeugdbond op, een jongerenbeweging van de Nasionale Party (NP). In 1977 werd hij voor Randburg in het parlement gekozen. Hij versloeg daarbij de kandidaat van de Progressive Federal Party. 
In 1987 stapte hij uit onvrede over de in zijn ogen trage hervormingen ten aanzien van de apartheid uit de Nasionale Party en richtte met Denis Worrall (oud-ambassadeur in het Verenigd Koninkrijk) de Onafhanklike Party op die streefde naar "machtsdeling" (alle rassen en bevolkingsgroep in het land zouden regeringsverantwoording moeten dragen, niet alleen de blanken). In 1987 werd hij herkozen in het parlement, nu namens de Onafhanklike Party. Kort na zijn verkiezing stapte hij uit de Onafhanklike Party en richtte de Nasionale Demokratiese Beweging (NDB) op. De NDB had een liberale agenda en streefde naar afschaffing van apartheid op zo kort mogelijke termijn. In 1989 fuseerde de NDB met de Progressive Federal Party en de OP tot de Democratische Partij. Bij de parlementsverkiezingen van 1989 versloeg Malan de kandidaat van de NP en behield zijn zetel. In 1990 legde hij zijn mandaat neer en werd covoorzitter van de Democratische Partij.
Van 1995 tot 1998 was hij commissaris bij de Zuid-Afrikaanse Waarheids- en Verzoeningscommissie onder voorzitterschap van aartsbisschop Desmond Tutu.